# فوردل هیلز (میزوری)
فوردل هیلز (به انگلیسی: Flordell Hills) یک شهر در ایالات متحده آمریکا است که در شهرستان سنت لوئیس، میزوری واقع شده‌است. فوردل هیلز ۰٫۲۸ کیلومتر مربع مساحت و ۸۲۲ نفر جمعیت دارد و ۱۶۹ متر بالاتر از سطح دریا قرار دارد.